# Große Pilgermuschel
Die Große Pilgermuschel (Pecten maximus) ist eine Muschel aus der Familie der Kammmuscheln (Pectinidae). Sie wird, ebenso wie die verwandte Mittelmeer-Pilgermuschel (Pecten jacobaeus), auch als Jakobsmuschel bezeichnet. Die Große Pilgermuschel kommt nur im Atlantik vor.

## Merkmale

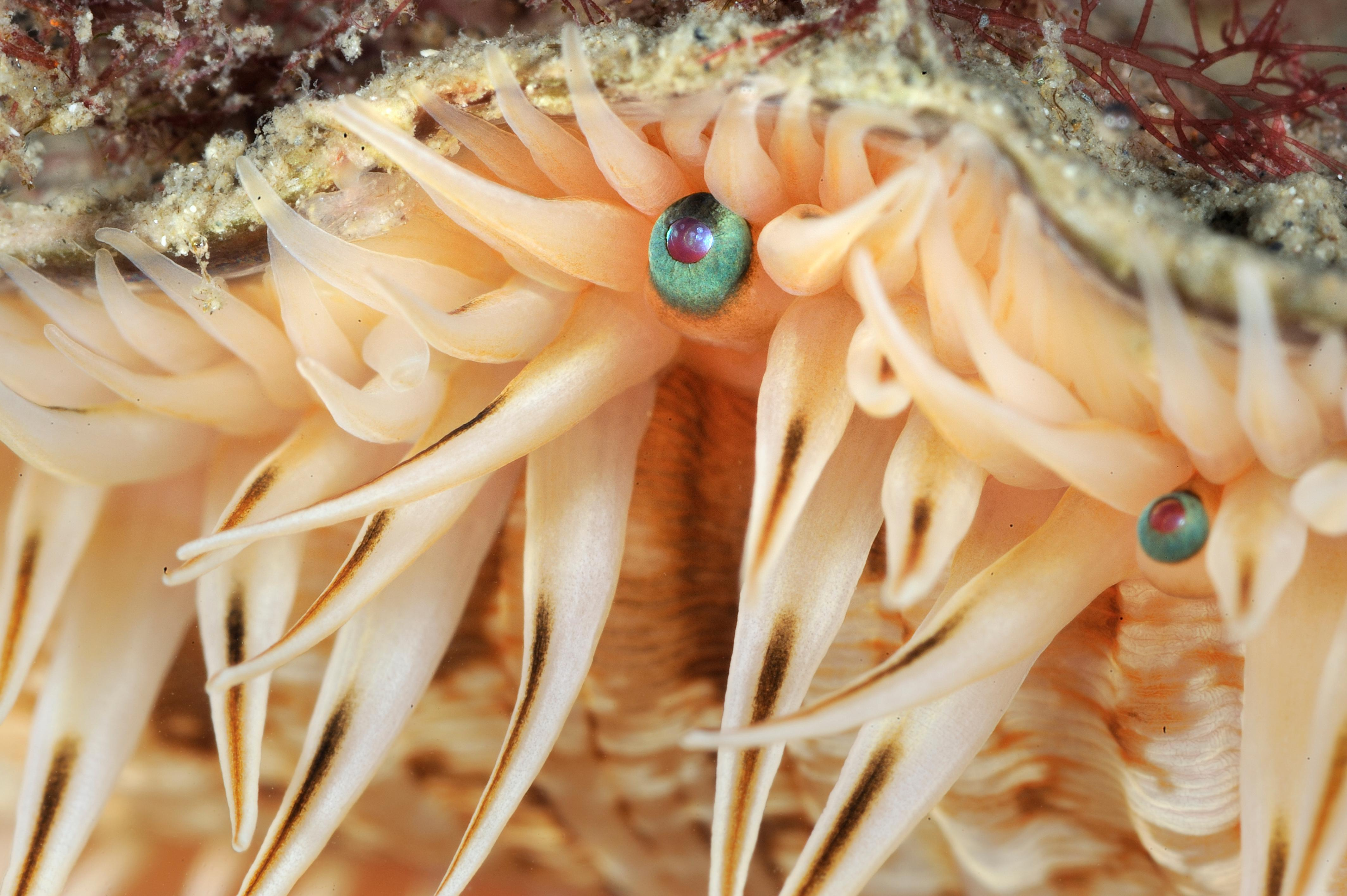
Tentakel und Augen

Diese Kammmuschel wird bis 14 cm groß. Die beiden Gehäusehälften (Klappen) sind verschieden geformt. Die linke Klappe (beim lebenden Tier oben) ist sehr flach und sogar etwas nach innen gewölbt, die rechte Klappe dagegen ausgewachsen etwa 2,5 cm nach außen gewölbt. Die Schalenaußenseiten beider Arten sind rau, da sie mit konzentrischen und sehr feinen Schüppchenreihen besetzt sind. Die radialen Rippen (etwa 12 bis 14) sind im Querschnitt rundlich ausgeformt. Die Muschel besitzt eine gesprenkelte, rötlich-bräunliche, flache Schalenhälfte und eine weiße, bauchige Schalenhälfte, wobei letztere oft teilweise gelbliche bis bräunlich-rötliche Farbmuster zeigt. Am Mantelrand haben Jakobsmuscheln Tentakeln, zwischen denen sich insgesamt 60 blaue, millimetergroße Linsenaugen befinden. Durch plötzliches Schließen ihrer Schalen können sie bei Gefahr meterweit davonschwimmen.

Rechte Klappe
Linke Klappe

Rechte Klappe
Linke Klappe

## Verbreitung
Pecten maximus lebt von Norwegen die atlantischen Küsten entlang bis nach Südportugal und besiedelt Weichböden.

## Wirtschaftliche Bedeutung
Pecten maximus wird neben anderen Arten der Gattung Pecten als Jakobsmuschel in den Handel gebracht. Die Hauptfanggebiete liegen vor Schottland. Aber auch in der Bretagne, in der Bucht von Saint-Brieuc, wurden in der Saison 2020/2021 nach Angaben der CCI 7.568 Tonnen gefischt.